# Диоцез Висбю

Герб диоцеза Висбю

Расположение диоцеза Висбю

Диоцез Висбю — диоцез Церкви Швеции на острове Готланд. Был сформирован в 1572 году. Диоцез включает 20 приходов, а кафедральным собором диоцеза является Кафедральный собор Висбю. Епископом Висбю с 2018 года является Томас Петерссон, который также отвечает за епископский надзор за Шведской Церковью за рубежом.